# Zenon Pylyshyn
Zenon Pylyshyn (25 de agosto de 1937 - 6 de dezembro de 2022) foi um filósofo e cientista cognitivo do Canadá, formado em física e engenharia pela Universidade de McGill.  

## Carreira
Foi professor de Psicologia e Ciências da Computação na Universidade de Western Ontario (UWO) em Londres, de 1964 até 1994, onde também ocupou cargos honoríficos em Filosofia e Engenharia Elétrica e foi diretor do Centro para a Ciência Cognitiva da UWO. 
Pesquisas mais recentes envolvem a análise teórica da natureza do sistema cognitivo humano, percepção, imaginação e raciocínio. Também continuou a desenvolver a sua Teoria da Indexação Visual (às vezes chamada de teoria FINST) que levanta a hipótese de um mecanismo pré-conceptual responsável pela individuação, referindo-se às propriedades visuais codificadas por processos cognitivos. 

## Publicações selecionadas

### Artigos
- Pylyshyn, Z. W. (1973). «What the Mind's Eye Tells the Mind's Brain». Psychological Bulletin. 80: 1-24
- Pylyshyn, Z. W.; Fodor, Jerry (1988). «Connectionism and cognitive architecture: A critical analysis». Cognition. 28 (1-2): 3–71
- Pylyshyn, Z. W. (2001). «Visual Indexes, Preconceptual Objects, and Situated Vision» (PDF). Cognition. 80 (1–2): 127–158. PMID 11245842. doi:10.1016/S0010-0277(00)00156-6

### Livros
- Computation and Cognition: Toward a Foundation for Cognitive Science (MIT Press, 1984) ISBN 978-0-262-6605-87
- Meaning and Cognitive Structure: Issues in the Computational Theory of Mind (Ablex Publishing, 1986) ISBN 978-0-893-9137-24
- The Robot's Dilemma: The Frame Problem in Artificial Intelligence (1987), Ablex Publishing, 1987) ISBN 0-893-9137-15
- Perspectives on the Computer Revolution (com Leon J. Bannon, Intellect 1988) ISBN 978-0-893-9136-94
- Computational Processes in Human Vision: An Interdisciplinary Perspective (ed. Zenon Pylyshyn, Intellect, 1988) ISBN 978-0-893-9146-08
- The Robot's Dilemma Revisited (ed. Zenon Pylyshyn, com K. M. Ford, Ablex, 1996) ISBN 978-1-567-5014-21
- Seeing and Visualizing: It's Not What You Think (MIT Press, 2004) ISBN 978-0-262-1621-73
- Things and Places: How the Mind Connects with the World (MIT Press, 2007) (Jean Nicod Lecture Series) ISBN 978-0-262-5161-43

#### Em co-autoria
- Fodor, Jerry A.; Pylyshyn, Zenon W. (2015). Minds Without Meanings: An Essay on the Content of Concepts. [S.l.]: MIT Press. ISBN 978-0262027908